# Leopard mačka
Leopard mačka (lat. Prionailurus bengalensis) je divlja mala mačka južne i istočne Azije.
Nije ugrožena, jer je široko rasprostranjena, ali prijete joj lov i gubitak staništa u nekim dijelovima njenog rasprostiranja. Postoji dvanaest podvrsti leopard mačke, koje se razlikuju po izgledu.  Ime „leopard mačka“ dolazi od krzna sličnog leopardu, ali nije u bliskom srodstvu s leopardom.

## Opis
Leopard mačka je veličine domaće mačke, ali vitkija s dužim nogama. Na maloj glavi ima dvije istaknute tamne pruge. Kratka i uska njuška je bijela. Krzno tijela i udova ima crne točke različitih veličina i boja. Rep je oko pola duljine tijela i poprskan s nekoliko nejasnih prstenova u blizini crnog vrha. Krzno je žućkasto-smeđe boje kod južnih populacija leopard mačke, a blijedo srebrno-sive kod sjevernih populacija. 
U tropima, leopard mačke teže 0,5-3,8 kg, imaju duljinu tijela 38-66 cm s 17-31 cm dugim repom. U sjevernoj Kini i Sibiru, teže do 7 kg, a dužina tijela je do 75 cm. Općenito, dobivaju na težini prije zime, a mršave do proljeća. Ramena visina je oko 41 cm.

## Rasprostiranje
Leopard mačke su najviše rasprostranjene azijske male mačke. Njihov raspon se proteže od Amurske oblasti u ruskom Dalekoistočnom saveznnom okrugu preko Korejskog poluotoka, Kine, Indokine, indijskog potkontinenta, na zapadu do sjevernog Pakistana, a na jugu do Filipina i Sundskih otoka u Indoneziji. 
Najradije žive u šumskim staništima, ali i na poljoprivrednim površinama. Žive u tropskim prašumama, u suptropskim listopadnim i crnogoričnim šumama u podnožju Himalaje na visinama iznad 1000 m. 
Leopard mačke su mesojedi. Hrane se: raznim malim sisavcima, gušterima, vodozemcima, pticama i kukcima. Najviše se hrane miševima i štakorima. Za razliku od drugih mačaka, ne igraju se s plijenom. Jedan od razloga je što se više hrane pticama, nego druge mačke pa se ne igraju s pticama, koje ulove, kako im ne bi odletjele.

## Vanjske poveznice
Ostali projekti
|  | Zajednički poslužitelj ima stranicu o temi Leopard mačka    |
|  | Zajednički poslužitelj ima još gradiva o temi Leopard mačka |
|  | Wikivrste imaju podatke o taksonu Leopard mačka             |